# Ernst Schmid (Geograph)
Ernst Schmid (* 1888 in Egnach; † 28. Februar 1941 in St. Gallen) war ein Schweizer Geograph.

## Leben und Wirken
Ernst Schmid wuchs in einfachen Verhältnissen auf. Nach dem Besuch des Thurgauer Lehrerseminars in Kreuzlingen unterrichtete er in Tägerwilen. Eine Anstellung als Lehrer der Waisenanstalt in Zürich ermöglichte ihm ein Studium an der dortigen Universität, das er 1916 mit einer Promotion über die Siedlungs- und Wirtschaftsgeographie des Kantons Thurgau abschloss, die 1918 in den Schriften des Vereins für Geschichte des Bodensees und seiner Umgebung erschien. Nach dem Ersten Weltkrieg war Schmid für das Rote Kreuz im Bereich des Gefangenenaustauschs tätig, bis ihn die Kantonsschule St. Gallen 1920 als Professor für geographische Fächer berief.
Schmid gehörte der «Ostschweizerischen Geographisch-Commerciellen Gesellschaft» (heute: «Ostschweizerische Geographische Gesellschaft») an, deren Vorsitz er 1929 übernahm. Von da an redigierte er die Mitteilungen der Ostschweizerischen Geographisch-Commerciellen Gesellschaft, für die er selbst einige Beiträge verfasste; die Zeitschrift wurde bald nach seinem Tod eingestellt.
Seit 1921 vertrat Schmid den Kanton St. Gallen im Vorstand des «Vereins für Geschichte des Bodensees und seiner Umgebung». 1936 wurde er als Nachfolger Victor Mezgers zum Vereinspräsidenten gewählt. In seine Präsidentschaft fällt ein Aufschwung des Vereinslebens, der allerdings mit dem Beginn des Zweiten Weltkriegs abbrach. In einem zunehmend schwierigen Umfeld war Schmid um den wissenschaftlichen und kulturellen Austausch zwischen der Schweiz und Deutschland bemüht. So lud er 1941 den Freiburger Geographen Friedrich Metz zu einem Vortrag nach St. Gallen ein; bei der Vorbereitung dieser Veranstaltung verstarb Schmid an einem Schlaganfall. Sein Nachfolger als Präsident des Bodensee-Geschichtsvereins wurde der Thurgauer Kantonsschulrektor Ernst Leisi.

## Schriften
- Beiträge zur Siedlungs- und Wirtschaftsgeographie des Kantons Thurgau. Mit 6 Abbildungen im Text und 14 Bildertafeln. In: Schriften des Vereins für Geschichte des Bodensees und seiner Umgebung. Band 47, 1918, S. 236–378. Digitalisat
- St. Gallen. Ein Beitrag zur Städtegeographie der Schweiz. In: Mitteilungen der Ostschweizerischen Geographisch-Commerciellen Gesellschaft in St. Gallen. Jahrgang 1928 (= Festschrift aus Anlass ihres 50jährigen Bestehens). St. Gallen 1928, S. 77–275.
- Verzeichnis der Veröffentlichungen Ernst Schmids: Digitalisat